# Lama Gangchen Rinpoche

Paranirvana: 18 de abril de 2020 (falecimento)

## Lama Gangchen Rinpoche
Lama Gangchen Tulku Rinpoche é detentor de uma linhagem longa e ininterrupta de lamas curadores e mestres tântricos. Ele possui um profundo conhecimento da relação interdependente entre o corpo e a mente e desenvolveu a capacidade de compreender as causas e condições de doenças tanto físicas quanto mentais, além dos meros sintomas físicos. Assim, ele é capaz de ajudar muitas pessoas a superar e curar seus problemas físicos e mentais, ajudando-as a se reconectar com sua energia mais íntima de autocura de puro cristal.
Nascido em Drakshu, uma pequena aldeia no Tibete ocidental em 1941, ele foi reconhecido ainda criança como a reencarnação de um lama curador e foi entronizado no Monastério de Gangchen Choepeling aos cinco anos de idade. Aos 12 anos, recebeu o grau de “Kachen”, que geralmente é conferido após 20 anos de estudo. Entre os 13 e os 18 anos, estudou medicina, astrologia, meditação e filosofia em duas das maiores universidades monásticas do Tibete: Sera e Tashi Lhunpo. Ele também estudou em Gangchen Gompa, Tropu Gompa e no Monastério de Neytsong.
Em 1963, foi para o exílio na Índia, onde continuou seus estudos nos sete anos seguintes na Universidade de Varanasi Sanskrit em Benares.

Em 1970, recebeu o título de Geshe Rigram da Universidade Monástica de Sera, situada no sul da Índia. Após sua graduação, dedicou seu tempo às comunidades tibetanas no Nepal e na Índia, onde curou e salvou a vida de muitas pessoas. Em Sikkim, foi nomeado médico particular da Família Real.
Em 1982, visitou a Europa pela primeira vez e, no mesmo ano, estabeleceu seu primeiro centro europeu: Karuna Choetsok, em Lesbos, na Grécia, onde plantou uma árvore Bodhi no “Jardim de Buddha” e consagrou thangkas, imagens e o que se viria a se tornar a primeira de uma longa linha de estátuas de Buddhas da Paz Mundial.
Desde então, ele viajou extensivamente – para mais de 50 países ao redor do mundo – praticando tanto a cura quanto o ensino da paz, da educação não formal e das ciências interiores. Durante esses anos, ele conduziu muitas peregrinações em todo o mundo a alguns dos lugares sagrados mais importantes da tradição budista, mas também aos locais sagrados de outras denominações religiosas e espirituais.
Em 1988, abriu seu primeiro centro de dharma residencial fora da Ásia: O Centro de Dharma da Paz Shi De Tcho Tsog, em São Paulo, Brasil, e pouco depois, em 1989, o instituto Kunpen Lama Gangchen foi estabelecido em Milão, Itália. Ele é o fundador de inúmeros centros de Dharma em todo o mundo e, em 1992, instituiu a Lama Gangchen World Peace Foundation – LGWPF (uma ONG filiada à ONU). Ele também é o autor da proposta de criar um fórum espiritual permanente nas Nações Unidas, composto por representantes de todos os movimentos religiosos dedicados à criação da paz mundial.
Lama Gangchen viveu em Albagnano, na Itália, e foi cidadão italiano.
Fez sua passagem para o plano espiritual em 18 de abril de 2020 - Albagnano. 
Fonte: https://ngalso.org/pt-br/mestres/